# Les Cloches des profondeurs
Pour plus de détails, voir Fiche technique et Distribution.
Les Cloches des profondeurs - Foi et superstition en Russie, (en allemand : Glocken aus der Tiefe - Glaube und Aberglaube in Rußland), est un film documentaire de 1993 écrit et réalisé par Werner Herzog.

## Sujet du film
Les Cloches des profondeurs est un documentaire d'investigation du réalisateur allemand Werner Herzog sur le mysticisme en Russie. Il est composé de plusieurs sous-parties, annoncées par des chapitres. Schématiquement, la première moitié du documentaire est consacrée aux guérisseurs religieux russes, tandis que la seconde partie s'intéresse de plus près à la légende de la cité perdue de Kitej. Herzog réalise principalement des interviews d'autochtones, et filme des scènes d'offices religieux.

### Les chapitres
Sibérie, sur le cours supérieur du fleuve Ienisseï
Évocation du chamanisme chez les nomades sibériens, dans la république de Touva, à proximité du fleuve Ienisseï.
Le rédempteur
Partie consacrée à Sergey Anatolyevitch Torop, qui est devenu connu dans les années 1990 par ses fidèles sous le nom de Vissarion, un mystique affirmant être Jésus réincarné, et répandant la bonne parole. Un extrait de service religieux est présenté à la suite.
Eau consacrée
Scène où l'on peut voir des habitants faire la queue pour boire de l'eau consacrée et en rapporter dans des bouteilles.
Transmission d'énergie cosmique
Guérisseur russe face à un public réalisant une performance de transmission d'énergie cosmique.
Yuri Tarassov, sorcier, exorciste
Séance d'exorcisme collectif réalisée par Yuri Tarassov sur un groupe de femmes assises sur une estrade face à un public.
Sans sous-titre
On retrouve Vissarion rendant visite à une femme handicapée.
Les extraits suivants sont consacrés à un homme, ancien projectionniste de cinéma, devenu sonneur de cloches.
Kitej la ville engloutie
Le prêtre local et des pèlerins racontent la légende de la ville engloutie de Kitej, qui aurait été recouverte par les eaux alors qu'elle était menacée par les invasions mongoles, et dont on pourrait encore entendre les cloches parfois. Herzog filme ensuite des pèlerins avancer à quatre pattes autour du lac. 
Zagorsk, la tombe de Saint-Serge
Prises de vue dans le monastère de Zagorsk qui abrite la sépulture de Saint Serge, où les fidèles prient et embrassent les icônes religieuses.
Pélerins sur une mince couche de glace, tentant d'avoir une vision de la ville de Kitej
Scène tournée en hiver autour du lac de Kitej, où 2 pèlerins rampent à plat ventre sur le lac, tandis qu'une vieille dame raconte les visions qu'elle a eu dans les bois alentour, le jour où elle a entendu les cloches de Kitej.
Sans sous-titre
Herzog filme la bénédiction de Vissarion destinée aux spectateurs du documentaire.
Le film se termine sur des plans réalisés en hiver, où l'on voit des habitants pêcher à travers la glace et d'autres patiner sur le lac glacé.

## Fiche technique
- Réalisateur : Werner Herzog
- Assistant-réalisateur : Rudolf Herzog[1]
- Assistant-caméraman : Martin Manz
- Photographie : Jörg Schmidt-Reitwein
- Son : Vyacheslav Belozerov et Max Rammler-Rogall
- Musique :
  - Chœur de l'académie spirituelle de Saint-Pétersbourg
  - Chœur du monastère de Zagorsk[2]
  - Chanteurs touvains : Oorzak Chunashtaar-ool, Mongusch Mergen et Ondar Mönghün-ool
- Durée : 60 min
- Pays :  Allemagne,  États-Unis
- Langue : Russe, allemand et anglais. Narrateur en anglais : Werner Herzog
- Lieux de tournage : Sibérie, Russie
- Société de production : Werner Herzog Filmproduktion

## Bande originale ou chansons du film
La musique du film est avant tout religieuse, et est interprétée par le chœur de l'académie spirituelle de Saint-Pétersbourg et le chœur du monastère de Zagorsk. Lors de la première partie, les chanteurs touvains interprètent deux chants diphoniques, le chant de l'homme âgé parlant de la beauté des montagnes, celui des deux adolescents étant une chanson d'amour.

## Autour du film
Le chapitre, Pélerins sur une mince couche de glace, tentant d'avoir une vision de la ville de Kitej, où l'on voit deux hommes ramper sur le lac gelé, a été entièrement mis en scène par Werner Herzog. Il raconte dans un entretien avec Paul Cronin, qu'il n'est pas rare de voir des pèlerins à quatre pattes autour du lac en été. S'y étant rendu en hiver, Herzog souhaitait réaliser un plan où des pèlerins ramperaient sur le lac gelé, tentant d'apercevoir la cité de Kitej au fond du lac. Comme il n'y avait pas de pèlerin aux alentours, il a engagé deux hommes du village voisin pour jouer ce rôle ; les deux hommes étaient saouls, et sur le plan on peut voir un des hommes allongé sur le lac, ne bougeant pas comme s'il était en profonde méditation. En réalité il était complètement ivre et s'était endormi, et l'équipe a dû aller le réveiller à la fin de la prise.
Werner Herzog dit de ce film qu'il n'est pas à interpréter comme un documentaire ethnographique factuel sur ce qu'est la foi en Russie.